# Доброкачественная опухоль

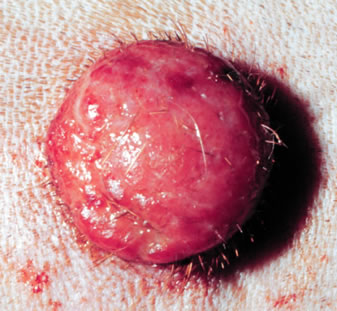
Доброкачественная опухоль на коже собаки

Опухоли (лат. tumor, мн. ч. tumores) — патологические образования, возникающие вследствие нарушения механизмов контроля деления, роста и дифференцировки клеток. Клинически опухоли представляют собой очаги роста патологической (анормальной) ткани в различных органах и структурах организма.

## Общие сведения
Клетки доброкачественных опухолей в процессе опухолевой (неопластической) трансформации утрачивают способность контроля клеточного деления, но сохраняют способность (частично или почти полностью) к дифференцировке. По своей структуре доброкачественные опухоли напоминают ткань, из которой они происходят (эпителий, мышцы, соединительная ткань). Характерно также и частичное сохранение специфической функции ткани. Клинически доброкачественные опухоли проявляются как медленно растущие и не дающие метастазов новообразования различной локализации. Доброкачественные опухоли растут медленно, постепенно сдавливая прилежащие структуры и ткани, но никогда не проникают в них. Они, как правило, хорошо поддаются хирургическому лечению и редко рецидивируют. Хотя большинство доброкачественных опухолей не угрожает жизни (кроме доброкачественных опухолей головного мозга), многие виды доброкачественных опухолей могут стать злокачественными в результате малигнизации  при воздействии тех или иных факторов - некоторых инфекционных агентов, облучения ультрафиолетом или ионизирующей радиацией, канцерогенных химических соединений. По этим причинам доброкачественные опухоли удаляются хирургическим путем. Клетки опухоли обладают рядом свойств, не присущих нормальным клеткам организма: способность к бесконтрольному делению и росту, утрата специфической структуры и функции, изменение антигенного состава, агрессивный рост с разрушением окружающих тканей. Приобретение клетками вышеуказанных свойств носит название опухолевой конверсии (трансформации).

## Заболеваемость
Ежегодно только в США регистрируются более 1,4 млн новых случаев заболевания злокачественными опухолями (см. ниже), из которых 960 000 заканчиваются смертельным исходом. Частота встречаемости доброкачественных опухолей значительно выше[сколько?].

## Этиология и патогенез
Процесс опухолевой трансформации клеток ещё до конца не изучен. В его основе лежит повреждение генетического материала клетки (ДНК), приводящее к нарушению механизмов контроля деления и роста клеток, а также механизмов апоптоза (запрограммированной клеточной смерти). На данный момент установлено большое количество факторов, способных вызвать такого рода изменения нормальных клеток:
- Химические факторы: полициклические ароматические углеводороды и другие химические вещества ароматической природы способны реагировать с ДНК клеток, повреждая её.
- Физические факторы: ультрафиолетовое излучение и другие виды ионизирующей радиации повреждают клеточные структуры (в том числе и ДНК), вызывая опухолевую трансформацию клеток.
- Механические травмы и повышенные температуры при долговременном воздействии на организм способствуют процессу канцерогенеза.
- Биологические факторы — главным образом, вирусы. На данный момент доказана ведущая роль вируса папилломы человека в развитии рака шейки матки.
- Нарушение функции иммунной системы является основной причиной развития опухолей у больных с пониженной функцией иммунной системы (больные СПИДом).
- Нарушение функции эндокринной системы. Развитие большого количества опухолей зависит от уровня половых гормонов (опухоли молочной железы, предстательной железы и пр.).

Наиболее вероятно, что в развитии опухолей принимают участие одновременно различные виды факторов.

## Виды доброкачественных опухолей

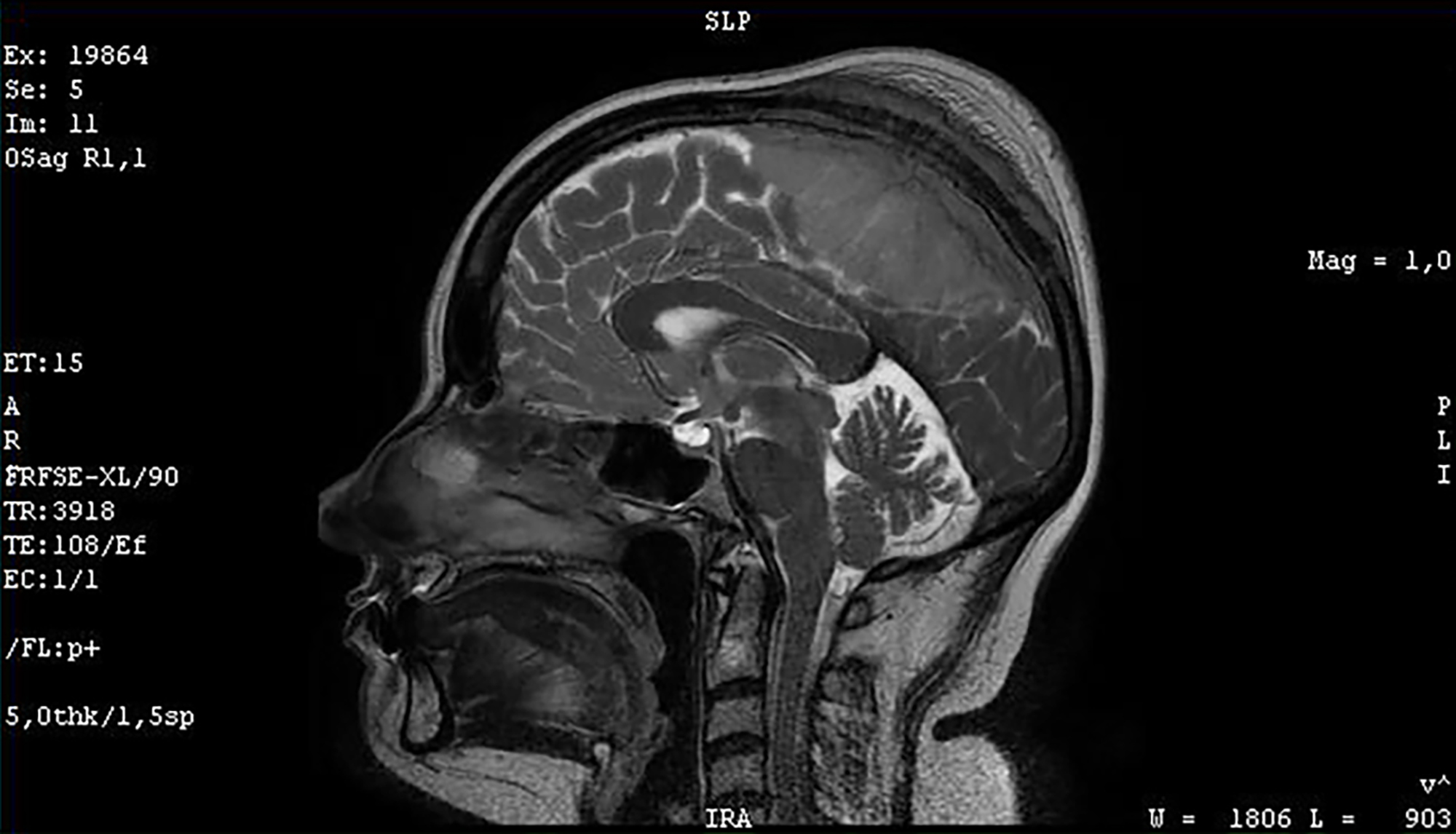
Доброкачественная опухоль паутинной мозговой оболочки — менингиома средней трети сагиттального синуса и фалькса с большим гиперостозом

Доброкачественные опухоли могут развиваться из любой ткани. Наиболее распространённые доброкачественные образования представлены в таблице:
| Тип ткани                          | Тип опухоли                  |
| ---------------------------------- | ---------------------------- |
| Плоский и цилиндрический эпителий  | Доброкачественная эпителиома |
| Железистый эпителий                | Аденома                      |
| Соединительная ткань               | Фиброма                      |
| Жировая ткань                      | Липома                       |
| Гладкомышечная ткань               | Лейомиома                    |
| Костная ткань                      | Остеома                      |
| Хрящевая ткань                     | Хондрома                     |
| Лимфоидная ткань                   | Лимфома                      |
| Поперечно-полосатая мышечная ткань | Рабдомиома                   |
| Нервная ткань                      | Невринома                    |
| Паутинная мозговая оболочка        | Менингиома                   |

Наиболее распространенные доброкачественные опухоли:
- Миома матки — развивается из мышечной стенки матки: тело, шейка матки. Этот тип опухоли развивается у 15—17 % женщин в возрасте старше 30 лет. Проявляется в основном маточными кровотечениями, увеличением размеров матки, болями в нижней части живота[4].

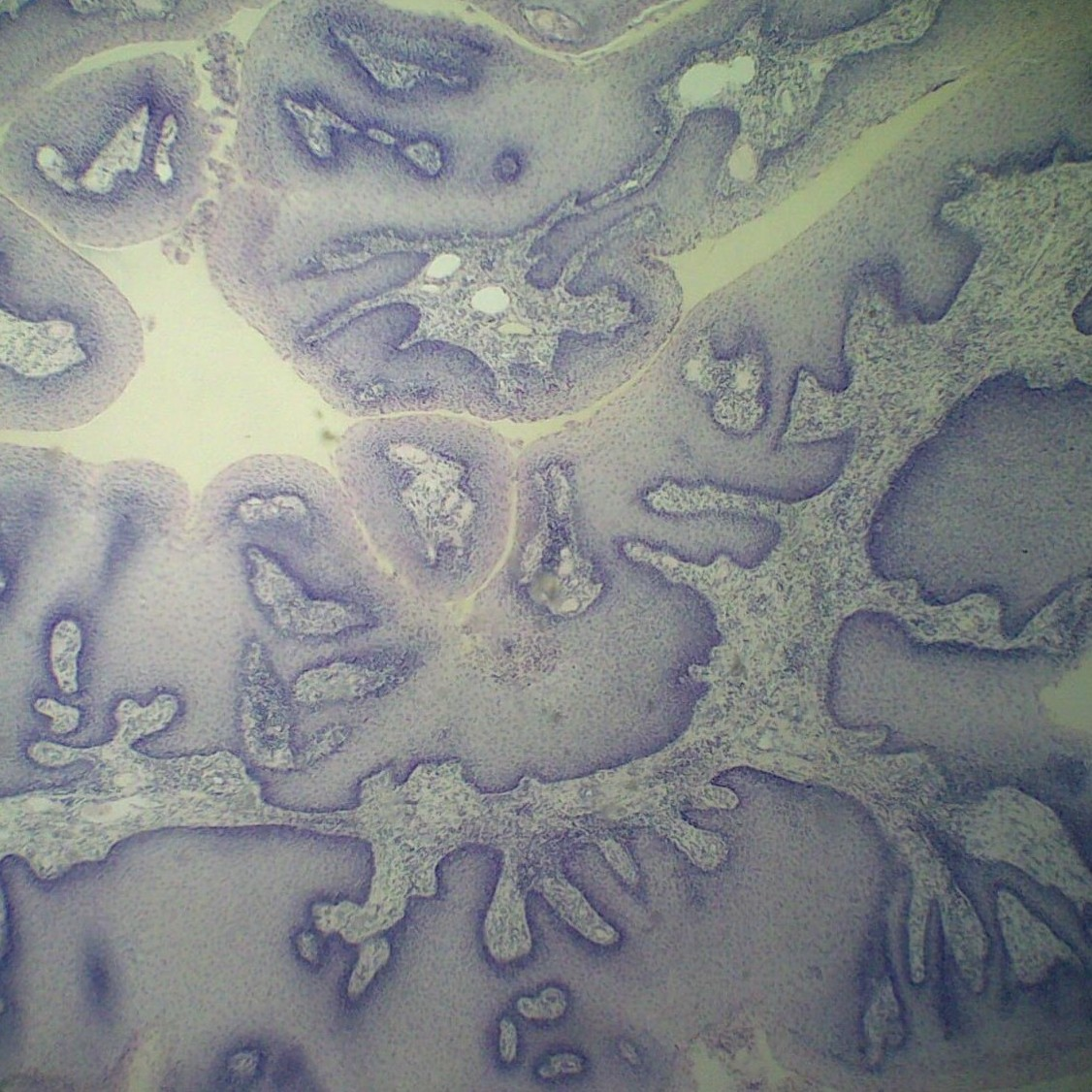
Папиллома кожи

- Папиллома (лат. papilloma; от papilla — сосок + -ōma — опухоль) — вид доброкачественной эпителиомы вирусного происхождения. Папиллома имеет вид бугорка или бородавки различных размеров. Может развиваться как на коже, так и на поверхности слизистых оболочек (нос, кишечник, трахея, бронхи). Клиническая картина зависит от места расположения. При локализации на коже лица и шеи выявляется косметический дефект. Локализация в дыхательных путях может вызвать расстройство дыхания, поражение мочевыводящих путей — привести к затруднению мочеиспускания.

- Аденома — развивается из железистого эпителия различных желез организма (щитовидной, предстательной, слюнных желез). Чаще всего имеет грибообразную форму или форму узелка. Нередко сохраняет способность продуцировать характерный для данного органа секрет (слизь, коллоид). Может развиваться бессимптомно. Аденома предстательной железы, достигая значительных размеров, вызывает расстройства мочеиспускания[5].

- Аденома гипофиза — доброкачественная опухоль гипофиза. Клетки опухоли в большинстве случаев избыточно выделяют гормоны гипофиза, из-за чего помимо симптомов, характерных для опухолевого роста, также развиваются различные эндокринные заболевания (болезнь Кушинга, гигантизм, акромегалия и т. д.[6]).

## Диагностика
Методы диагностики доброкачественных опухолей довольно разнообразны и зависят от места локализации и типа опухоли. Опухоли с бессимптомным развитием чаще всего обнаруживаются случайно в ходе общего медицинского обследования. Наибольшую важность имеют методы ультразвуковой эхолокации и рентгенологического исследования, с помощью которых можно выявить опухоли, локализующиеся во внутренних органах.
Также установлено, что ключом к диагностике злокачественных образований в разных органах и доброкачественных неоплазий эпителиальной и мезенхимальной природы в матке и яичниках может быть ревматоидный артрит.

## Лечение
Тип лечения зависит от вида опухоли, её локализации и общего состояния больного. Наиболее эффективен метод хирургического удаления опухоли. В случае доброкачественных опухолей частота рецидивов опухоли после хирургического лечения невелика. Одной из разновидностей хирургического лечения является метод криокоагуляции, при котором ткани опухоли разрушаются под воздействием низких температур. Для лечения неоперабельных гормонально-активных опухолей, применяют методы лекарственной терапии, подавляющие синтез гормонов.